# Bactrocera curreyi
Bactrocera curreyi
 es una especie de díptero que Drew describió por primera vez en 1989. Bactrocera curreyi pertenece al género Bactrocera de la familia Tephritidae.  